# Christopher Portier
Christopher J. Portier (* 1957) ist ein US-amerikanischer Statistiker, der sich auf die Analyse und Interpretation von Umweltdaten mit Schwerpunkt auf Karzinogenität spezialisiert hat.

## Ausbildung und Karriere
1981 erwarb Portier seinen Doktortitel in Biostatistik an der University of North Carolina. Er arbeitete als Forscher und leitender Wissenschaftler bei der US-amerikanischen Environmental Protection Agency und war Direktor des National Center for Environmental Health (NCEH) und des Agency for Toxic Substances and Disease Registry (ATSDR) der Centers for Disease Control and Prevention (CDC). Er ist auch ein ehemaliger Präsident der Society for Risk Analysis und der American College of Toxicology. Portier ist Professor an der Rollins School of Public Health der Emory University in Atlanta.

## Forschung und Leistungen
Portiers Forschung konzentriert sich auf die Analyse und Interpretation von Umweltdaten im Hinblick auf Karzinogenität. Er hat zahlreiche wissenschaftliche Artikel und Buchkapitel veröffentlicht und war an der Entwicklung von Richtlinien und Standards für die Bewertung von Umweltrisiken beteiligt. Portier hat auch an der Entwicklung von Methoden zur Bewertung von Chemikalien und der Identifizierung von Prioritätsstoffen für die Umwelt- und Gesundheitsbewertung gearbeitet.

## Kritik
Bei der glyphosatkritischen Monographie des IARC 2015 gab Portier an, dass er keine wirtschaftlichen Interessen vertrete. Tatsächlich erhielt er nach Herausgabe der Monographie mindestens zwei lukrative Beraterverträge amerikanischer Anwaltsgroßkanzleien wie Weitz & Luxenberg, die in den Vereinigten Staaten seit Jahren Sammelklagen gegen das damalige Monsanto anstrebten. Wie aus Anhörungsprotokollen hervorgeht, erhielt er unter anderem 160.000 Dollar. Während Portier u. a. vom Bundesinstitut für Risikobewertung (BfR) und dem EU-Kommissionspräsidenten brieflich mehr Transparenz im Zulassungsprozess einforderte, hat er seinen Auftraggebern Stillschweigen zugesichert.

## Arbeiten zu Glyphosat
Portier hat durch seine Arbeiten zu Glyphosat internationale Bekanntheit erlangt:
- Portier war ein „eingeladener Spezialist“, der von der IARC-Arbeitsgruppe in ihrer Bewertung von Glyphosat im Jahr 2015 verwendet wurde.[2] Eingeladene Spezialisten sind Experten, die „einen echten oder scheinbaren Interessenkonflikt haben“. Sie dürfen keine Sitzungen leiten, keine Interpretationen von Krebsdaten entwerfen und auch nicht über Schlussfolgerungen abstimmen.[3]
- Im Juli 2016 veröffentlichte Portier eine Arbeit, in der er die Unterschiede in der karzinogenen Bewertung von Glyphosat zwischen der Internationalen Agentur für Krebsforschung (IARC) und der EFSA untersuchte.[4]
- Im Mai 2017 veröffentlichte Portier einen offenen Brief, in dem er die Bewertung der Karzinogenität von Glyphosat durch die Europäische Chemikalienagentur (ECHA), die Europäische Behörde für Lebensmittelsicherheit (EFSA) und das BfR kritisierte.[5]
- Portier nahm 2017 auch an Gerichtsverfahren im Zusammenhang mit Glyphosat teil und als Experte für die Karzinogenität von Glyphosat ausgesagt.[6]
- Im Februar 2020 veröffentlichte Portier eine umfassende Analyse der Tierkarzinogenitätsdaten für Glyphosat aus chronischen Expositionsstudien an Nagetieren.[7]